# Heiny Srour
Heiny Srour (Beirut, 23 de marzo de 1945) es una directora de cine libanesa. Obtuvo el reconocimiento principalmente por ser la primera cineasta femenina árabe en tener una película, Saat El Tahrir Dakkat o The Hour of Liberation Has Arrived, exhibida en el prestigioso Festival Internacional de Cine de Cannes. Srour creía que la sociedad árabe oprimía a las mujeres y las mantenía en un papel subordinado, lo que les impedía tener oportunidades para crear arte. La directora abogó por los derechos de las mujeres a través de sus películas, sus escritos y financiando a otros cineastas.

## Carrera
Nacida en 1945, en Beirut, y perteneciente a una familia libanesa de origen judío. Srour estudió sociología en la Universidad Americana de Beirut y cursó un doctorado en antropología social en La Sorbona. Su primera película, Bread of Our Mountains (1968), se perdió durante la guerra civil libanesa.
En 1974, su largometraje The Hour of Liberation Has Arrived, sobre un levantamiento en Omán, fue seleccionada para competir en el Festival de Cine de Cannes, convirtiendo a Srour en la primera mujer árabe en tener una película seleccionada para este prestigioso evento. Se cree que su documental The Hour of Liberation Has Arrived fue en realidad la primera película de cualquier cineasta femenina que se proyectó en el festival.
Srour expresó su opinión sobre la posición de las mujeres en la sociedad árabe, y en 1978, junto con la directora tunecina Salma Baccar y la historiadora del cine árabe Magda Wassef, anunció un nuevo fondo de asistencia "para incentivar la expresión de las mujeres en el cine".

## Filmografía

### Cortometrajes y documentales
- The Singing Sheikh (1991, 10', vídeo)
- The Eyes of the Heart (1998, 52', vídeo)
- Women of Vietnam (1998, 52', vídeo)
- Woman Global Strike 2000 (2000, vídeo)

### Largometrajes
- The Hour of Liberation Has Arrived (1974, 62',16mm)[9]
- Leila and the Wolves  (1984, 90', 16mm)[2][10]